# Gare d'Inadera
La gare d'Inadera (猪名寺駅, Inadera-eki) est une gare ferroviaire située dans la ville d'Amagasaki, dans la préfecture de Hyōgo au Japon. La gare est exploitée par la compagnie JR West ,sur les lignes Fukuchiyama/JR Takarazuka. L’utilisation de la carte ICOCA est valable dans cette gare.

## Disposition des quais
La gare d'Inadera est une gare disposant de deux voies et de deux voies.

| N° de voie | Ligne           | Direction          |
| ---------- | --------------- | ------------------ |
| 1          | ▆ JR Takarazuka | Takararazuka/Sanda |
| 2          | ▆ JR Takarazuka | Amagasaki/Osaka    |

## Gares/Stations adjacentes
| JR West               |                                         |                                         |                                         |                     |
| Direction Fukuchiyama | Ligne Fukuchiyama (Ligne JR Takarazuka) | Ligne Fukuchiyama (Ligne JR Takarazuka) | Ligne Fukuchiyama (Ligne JR Takarazuka) | Direction Amagasaki |
| Itami                 |                                         | Local 普通                              |                                         | Tsukaguchi          |